# Biskupice (Kalisz)
Pour les articles homonymes, voir Biskupice.
Biskupice est une localité polonaise de la gmina de Blizanów, située dans le powiat de Kalisz en voïvodie de Grande-Pologne.